# Roy Crick
George Roy Crick (Nurcoung, 3 de abril de 1904 – Footscray, 19 de agosto de 1966) foi um político australiano.
Ele nasceu em Nurcoung, filho de George Arnold Crick e Mary Cousen Keeping. Ele frequentou a escola em Sunshine e tornou-se carpinteiro. Em 26 de junho de 1927, ele se casou com Gladys Sophie Day, com quem teve dois filhos. Desde 1942, ele foi funcionário do Sindicato dos Trabalhadores em Chapas Metálicas e também secretário do ramo Sunshine do Partido Trabalhista. Durante a Segunda Guerra Mundial, ele foi sargento no Corpo Voluntário de Defesa. Em 1955, ele foi eleito para a Assembleia Legislativa Vitoriana como membro de Grant. Ele serviu até sua morte em Footscray em 1966.